# Józef Ptaś
Józef Ptaś (ur. 25 grudnia 1864 w Harklowej, zm. 1 października 1942 w Nowym Targu) – prawnik, polityk narodowo-demokratyczny, poseł do austriackiej Rady Państwa.

## Życiorys
Pochodził z chłopskiej rodziny, Wawrzyńca, cieśli, potem właściciela domu w Nowym Targu i Karoliny z Nowellich. Ukończył gimnazjum realne w Wadowicach (1883) i wydział prawa Uniwersytetu Jagiellońskiego (1890). Służbę wojskową odbył w 13 pułku piechoty. Od marca 1890 rozpoczął pracę w sądownictwie. Najpierw jako praktykant i auskultant w Sądzie Krajowym, od 1893 w Prokuratorii Państwa w Krakowie. Po zdaniu egzaminów sędziowskich w 1895 był adiunktem w Sądzie Powiatowym w Mszanie Dolnej a od lipca 1899 zastępcą prokuratora w Prokuratorii Państwa.w Krakowie. Od września 1904 z powrotem mieszkał w Mszanie Dolnej sprawując stanowisko najpierw sędziego a potem naczelnika Sądu Powiatowego oraz radcą Sądu Krajowego.
Członek Ligi Narodowej od 1913 należał do jej Rady Głównej. Działacz Stronnictwa Demokratyczno-Narodowego, od 1912 członek Komitetu Głównego. Komisarz Ligi Narodowej na Galicję Stanisław Grabski uważał go za jednego z najbardziej utalentowanych i czynnych działaczy prowincjonalnych SD-N. Należał także  do Tow. Gimnastycznego „Sokół”. Wraz z żoną założył w Mszanie Dolnej Składnicę Powiatową Kółek Rolniczych. W latach 1912-1914 członek Rady Powiatowej w Limanowej. Współpracował z endeckim tygodnikiem „Ojczyzna” przeznaczonym dla wsi.
Poseł do austriackiej Rady Państwa XI i XII kadencji (17 lutego 1907 – 28 października 1918) wybierany z listy SD-N w okręgu 39 (Limanowa-Mszana Dolna-Nowy Targ). 3 listopada 1908 przedłożył swój projekt ubezpieczeń społecznych (opublikowany później w formie broszury). Członek grupy posłów narodowo-demokratycznych i Koła Polskiego w Wiedniu, przez pewien czas wiceprezes tego ostatniego. Był także członkiem delegacji austriacko—węgierskiej,
Po wybuchu I wojny światowej służył w sądownictwie polowym armii austro-węgierskiej.
Od 28 października 1918 z ramienia SD-N członek Polskiej Komisji Likwidacyjnej, od 4 listopada był członkiem Prezydium PKL i naczelnikiem wydziału sądownictwa. W ukonstytuowanej w styczniu 1919 Komisji Rządzącej dla Galicji i. Śląska Cieszyńskiego również objął wydział sprawiedliwości. Następnie od 9 czerwca 1919 był prokuratorem przy Sądzie Najwyższym w Warszawie. Potem był naczelnikiem w Głównym Urzędzie do Walki z Lichwą i Spekulacją (4 marca 1920 – 31 grudnia 1921). Następnie sędzia Trybunału Administracyjnego (15 marca 1923 – 31 marca 1926). Ze stanowiska przeszedł w stan spoczynku na własną prośbę.
Ze względu na chorobę żony Weroniki z Trylskich osiadł w Nowym Targu. Tu z powodzeniem prowadził dużą wylęgarnię ryb łososiowatych. Pochowany na cmentarzu w Nowym Targu.